# Mickey Mouse Works
Mickey Mouse Works (conocido como Mickeymanía en Hispanoamérica) es una serie de televisión de  animación producida por Disney Television Animation y que presenta a Mickey Mouse y sus amigos en una serie de cortos animados. Es la primera serie de televisión de Disney producida en alta definición de pantalla ancha.
Mickey Mouse Works es similar a un programa de variedades, con obras de teatro protagonizadas por Mickey Mouse, Minnie Mouse, Pato Donald, Pata Daisy, Goofy, Pluto y Ludwing von Pato, mientras que Huey, Dewey y Louie, Pete, Chip y Dale, Clarabelle, Horace Horsecollar, el Oso Humphrey, J. Audubon Woodlore, Mortimer Mouse, Clara Cluck, Butch el Bulldog, Louie el Puma, The Phantom Blot, la Foca Salty y José Carioca aparecen como personajes secundarios o en apariciones especiales. Los temas musicales para cada personaje fueron compuestos por Stephen James Taylor con una banda de 12 músicos en vivo y un amplio uso de la guitarra sin trastes, por lo que la música de la serie fue nominada a un Premios Annie en 1999 y 2001. Los cortos de la serie fueron más tarde usados en House of Mouse.
El programa regresó a Disney Junior en Canadá del 1 de diciembre de 2015 al 2 de septiembre de 2016 y del 5 al 30 de diciembre de 2016. Sin embargo, solo se emitió aproximadamente la mitad de los cortos y la mayoría de los que se emitieron se redujeron (probablemente esto se debió a escenas que se consideraron inapropiadas para niños en edad preescolar). En Finlandia, el programa pasó a llamarse Akun Tehdas ("Donald's Factory") debido a la inmensa popularidad del icono de dibujos animados Donald y sus cómics "Duckverse" entre los finlandeses. Los gags también se eliminaron por completo debido a una posible redundancia, aunque los sonidos se dejaron quietos. En Francia, el espectáculo se llamó Mickey Mania.

## Trasfondo
Mickey Mouse Work se produjo para recrear la época dorada de los cortos animados de Disney con los personajes más populares de Disney y la primera serie revival de Mickey Mouse. Mediante el uso de colores básico de y los efectos de sonido originales, se hizo un esfuerzo por capturar el aspecto y la sensación de Disney "clásico".
Cada episodio de media hora consistió en una variedad de dibujos animados, que son parodias, que varían en duración de noventa segundos a doce minutos. Estos cortos se dividen en tres tipos generales: dibujos animados de broma de 90 segundos, dibujos animados de personajes de 7 minutos y medio y "Mouse Tales" de 12 minutos basados en historias famosas. Los segmentos basados en personajes también incluían "Silly Symphonies", continuando con la tradición de esa serie de cortos teatrales.
Los cortos de broma, que duraron 90 segundos cada uno, se mostraron con los siguientes títulos generales:
- Mickey to the Rescue: Mickey intenta rescatar a Minnie del escondite lleno de trampa de Pete.
- Maestro Minnie: Minnie dirige una orquesta de instrumentos musicales rebeldes antropomórficos.
- Goofy's Extreme Sports: Goofy muestra los deportes extremo en las palabras de su narrador fuera de pantalla.
- Donald's Dynamite: La actividad de Donald se ve interrumpida por la aparición de una bomba bien colocada.
- Von Drake's House of Genius: Ludwig Von Drake muestra un invento suyo que se vuelve loco.
- Pluto Gets the Paper: Pluto atraviesa algunos problemas al tratar de buscar el periódico para Mickey.

Sin horario ni rutina establecidos, Mickey Mouse Works fue diseñado para parecer un flujo espontáneo. A esa sensación se sumaron los créditos iniciales del programa, que terminaban de manera diferente cada semana, siendo la única constante una elaborada interrupción de un pato Donald que robaba los reflectores.
Si bien la mayoría de las parodias involucran personajes individuales, algunas tienen a Mickey, Donald y Goofy dirigiendo un grupo de servicio especial. La mayoría de las parodias de Goofy lo tienen haciendo un segmento de "how-to" siempre acompañado por un narrador. La mayoría de los segmentos de Donald trataban sobre él tratando de realizar una determinada tarea que nunca funciona bien, lo que lo frustra.

## Reparto
- Mickey Mouse (con la voz de Wayne Allwine y Quinton Flynn en el corto "Minnie Takes Care of Pluto")[3][4] es el protagonista principal de la serie. Se ve envuelto en muchas situaciones ridículas debido a su candidez, pero en general es un personaje tranquilo. Se le ve en la introducción yendo a la escena del logo de Mickey Mouse Works diciendo "oh chico". Y recibe una moneda.
- Minnie Mouse (con la voz de Russi Taylor)[4] es la novia de Mickey, al igual que Donald se frustra, Minnie a menudo se molesta por la impulsividad de Mickey y la boca alta de Daisy, aunque es madura para su edad. Se la ve durante la introducción practicando algo de música para los dibujos animados de Mickey Mouse Works.
- Pato Donald (con la voz de Tony Anselmo)[4] es uno de los amigos de Mickey, es bien conocido por su mal genio, y que a menudo arremete con impaciencia y fariseísmo. Se le ve en la introducción de los dibujos sosteniendo una bomba negra, especialmente por sus accidentes de apertura en frío al final.
- Pata Daisy (con la voz de Tress MacNeille)[4] es la novia de Donald, aunque ambos tienen mal genio, se muestra que Daisy es distante, más egoísta y tonta en este programa. Incluso se la ve en la introducción donde se asegura de que todo esté limpio.
- Goofy (con la voz de Bill Farmer)[4] es uno de los amigos de Mickey, no es el personaje más inteligente del programa, su idiotez suele irritar a sus amigos. Se lo ve en la introducción presionando un botón antes de subir y dejar caer el control remoto y comienza a caer cuando casi recupera el equilibrio.
- Pluto (con la voz de Bill Farmer)[4] es el perro leal de Mickey que a menudo es combativo con algunos animales. Incluso se lo ve en la introducción que es un dibujo que sostiene un periódico.
- Ludwing von Pato (con la voz de Corey Burton)[4] es un pato científico que se muestra muy inteligente pero loco. También se le ve presionando un botón al comienzo de la introducción.

## Producción
Cuando el programa fue reemplazado por House of Mouse en enero de 2001, la mayoría de los segmentos de Mouse Works se repitieron allí, pero el formato original de Mickey Mouse Works nunca se volvió a ver. Sin embargo, cuando los cortos se mostraban justo antes y después del Big Movie Show de Toon Disney los días de semana, se mostraban con los créditos finales de Mickey Mouse Works. Minnie Takes Care of Pluto no se volvió a ejecutar en House of Mouse debido a su contenido oscuro. Por razones desconocidas, Pluto Gets the Paper: Vending Machine tampoco estaba en House of Mouse.
Cuatro de los dibujos animados de broma se estrenaron en cines con varias películas de Disney durante 1998 y 1999 y se estrenaron en los cines como comerciales del programa. Las caricaturas incluían:
- Goofy's Extreme Sports: patinar en el medio tubo con I'll Be Home for Christmas
- Goofy's Extreme Sports: Paraciclismo con Mighty Joe Young
- Pluto Gets the Paper: nave espacial con Mi marciano favorito
- Donald's Dynamite: Opera Box con Doug's 1st Movie

## Episodios
| Temporada | Temporada | Episodios | Estreno original       | Estreno original        |
| Temporada | Temporada | Episodios | Comienzo               | Final                   |
| --------- | --------- | --------- | ---------------------- | ----------------------- |
|           | 1         | 13        | 1 de mayo de 1999      | 30 de octubre de 1999   |
|           | 2         | 12        | 6 de noviembre de 1999 | 16 de diciembre de 2000 |

### Temporada 1 (1999)
| Serie # | Temp. # | Título | Estreno original         |
| ------- | ------- | --- | ------------------------ |
| 1       | 1       | «Mickey To The Rescue: Train Tracks / How To Be A Waiter / Maestro Minnie: William Tell Overture / Donald's Failed Fourth / Roller Coaster Painters»        | 1 de mayo de 1999        |
| 2       | 2       | «Goofy's Extreme Sports: Skating The Half Pipe / Mickey's New Car / Pluto's Penthouse Sweet / Donald's Shell Shots»                                         | 8 de mayo de 1999        |
| 3       | 3       | «Donald's Dynamite: Bowling Alley / Mickey's Airplane Kit / Von Drake's House of Genius: Time Reverser / Turkey Catchers / Dance of the Goofys»             | 15 de mayo de 1999       |
| 4       | 4       | «Pluto Gets The Paper: Spaceship / Donald's Rocket Ruckus / Goofy's Extreme Sports: Paracycling / Organ Donors / Mickey's Mistake»                          | 22 de mayo de 1999       |
| 5       | 5       | «Maestro Minnie: Hungarian Rhapsody No. 6 / How To Be A Spy / Donald's Valentine Dollar / Pluto's Kittens»                                                  | 29 de mayo de 1999       |
| 6       | 6       | «Von Drake's House of Genius: Remote Controlled Laser Lawn Mower / Pluto Vs. The Watchdog / Donald's Dynamite: Opera Box / Around The World In Eighty Days» | 5 de junio de 1999       |
| 7       | 7       | «Donald's Dynamite: Fishing / Purple Pluto / Von Drake's House of Genius: Money Increaser / Sandwich Makers / Pluto's Arrow Error»                          | 12 de junio de 1999      |
| 8       | 8       | «Mickey To The Rescue: Staircase / Pluto Runs Away / Daisy Visits Minnie / How To Ride A Bicycle»                                                           | 19 de junio de 1999      |
| 9       | 9       | «Goofy's Extreme Sports: Rock Climbing / Hansel And Gretel / Donald On Ice / Mickey's Mechanical House»                                                     | 11 de septiembre de 1999 |
| 10      | 10      | «Pluto Gets The Paper: Street Cleaner / Donald's Dinner Date / Maestro Minnie: Brahms Lullabye / Hydro Squirter / Mickey's Piano Lesson»                    | 18 de septiembre de 1999 |
| 11      | 11      | «Mickey To The Rescue: Cages And Cannons / Mickey's Remedy / Goofy's Extreme Sports: Wakeboarding / A Midsummer Night's Dream»                              | 25 de septiembre de 1999 |
| 12      | 12      | «Pluto Gets The Paper: Bubble Gum / Mickey Tries To Cook / Donald And The Big Nut / Topsy Turvy Town»                                                       | 2 de octubre de 1999     |
| 13      | 13      | «Von Drake's House of Genius: Teledinger / How To Haunt A House / Maestro Minnie: Flight of the Bumblebee / The Nutcracker»                                 | 30 de octubre de 1999    |

### Temporada 2 (1999-2000)
| Serie # | Temp. # | Título | Estreno original         |
| ------- | ------- | --- | ------------------------ |
| 14      | 1       | «Pluto Gets The Paper: Vending Machine / Donald's Grizzly Guest / Donald's Dynamite: Snowman / Mickey Foils The Phantom Blot» | 6 de noviembre de 1999   |
| 15      | 2       | «Daisy's Road Trip / Goofy's Big Kitty / Relaxing With Von Drake»                                                             | 4 de diciembre de 1999   |
| 16      | 3       | «How To Be A Baseball Fan / Locksmiths / Minnie Takes Care of Pluto»                                                          | 22 de enero de 2000      |
| 17      | 4       | «Donald's Dynamite: Magic Act / Survival of The Woodchucks / Mickey's Rival Returns / Mickey And The Seagull»                 | 19 de febrero de 2000    |
| 18      | 5       | «Goofy's Radio / Car Washers / Pluto's Seal Deal»                                                                             | 11 de marzo de 2000      |
| 19      | 6       | «Mickey's Mixed Nuts / Goofy's Extreme Sports: Shark Feeding / Mickey's Mountain / computer.don»                              | 15 de abril de 2000      |
| 20      | 7       | «Donald's Halloween Scare / Donald's Lighthouse / How to Take Care of Your Yard»                                              | 20 de mayo de 2000       |
| 21      | 8       | «Pluto Gets The Paper: Mortimer / Minnie Visits Daisy / How To Wash Dishes / Domesticated Donald»                             | 10 de junio de 2000      |
| 22      | 9       | «Mickey's Mix-Up / Whitewater Donald / Mickey's Christmas Chaos»                                                              | 16 de septiembre de 2000 |
| 23      | 10      | «Donald's Fish Fry / Presto Pluto / Mickey's Cabin»                                                                           | 21 de octubre de 2000    |
| 24      | 11      | «Pluto Gets The Paper: Vending Machine / Mickey's Answering Service / Pluto's Magic Paws / Mickey's Big Break»                | 18 de noviembre de 2000  |
| 25      | 12      | «Bird Brained Donald / How To Be A Gentleman / Donald's Pool»                                                                 | 16 de diciembre de 2000  |

## Medios domésticos
Algunos cortos están disponibles en Europa en DVD bajo el título Mickey's Laugh Factory. Mientras que algunos cortos tienen el fondo de la tarjeta de título de Mickey Mouse Works, otros tienen la versión de House of Mouse (la versión de Mickey Mouse Works tiene varios mecanismos en el fondo, incluido uno con forma de Mickey y otro con el texto de Mickey Mouse Works dentro, pero la versión de House of Mouse tiene varios remolinos en movimiento). Los dibujos animados incluyen "Hickory Dickory Mickey", "Mickey Tries to Cook", "Organ Donors", "Mickey's Airplane Kit", "Street Cleaner", "Mickey's New Car", "Bubble Gum", "Mickey's Big Break" y "Mickey's Mix-Up".
En Disney's Learning Adventures: Mickey's Seeing the World, se presentaron dos dibujos animados "La vuelta al mundo en ochenta días" y "Mickey's Mechanical House" (ambos como dos historias). El 11 de noviembre de 2008, se lanzó la octava ola de Walt Disney Treasures, uno de los conjuntos lanzados en esta ola, The Chronological Donald, Volume Four, presenta un puñado de cortos centrados en Donald de Mickey Mouse Works y House of Mouse como extras, incluidos "Bird Brained Donald", "Donald and the Big Nut", "Donald's Charmed Date", "La cita para cenar de Donald", "Cuarto fallido de Donald", "Donald's Rocket Ruckus", "Disparos de concha de Donald", "Dólar de San Valentín de Donald", "Tienda de música Donald" y "Supervivencia de las marmotas".

## Transmisión
Mickey Mouse Works fue transmitido por Disney Channel desde el año 1999 hasta el 2000, solo contó con 27 episodios y cada episodio duraba aproximadamente 30 minutos.
La serie se transmitió por varios canales:
- Disney Channel (1999-2001)
- Toon Disney (2002-2009)
- Canal 13 (Chile) (1999-2004)
- Azteca 7
- RTS (Ecuador)
- Teledoce
- Telecinco (España)

## Doblaje

### Doblaje al español (Hispanoamérica-México)
Dirección: Francisco Colmenero
- Rubén Cerda es Mickey Mouse
- Diana Santos es Minnie Mouse
- Ruy Cuevas es El Pato Donald
- Liliana Barba es La Pata Daisy
- Carlos Segundo es Goofy
- María Fernanda Morales es Hugo, Paco y Luis
- Francisco Colmenero es Pedro y Pluto
- Génaro Vásquez es Horacio
- Nancy McKenzie es Clarabella